# Bermudas nos Jogos Olímpicos de Verão de 1992
Bermudas participou dos Jogos Olímpicos de Verão de 1992 em Barcelona, Espanha.

## Resultados por Evento

### Atletismo
Salto triplo masculino
- Brian Wellman
  - Classifcatória — 17.16 m
  - Final — 17.24 m (→ 5º lugar)

- Troy Douglas
- Nick Saunders
- Dawnette Douglas

### Hipismo
- Suzanne Dunkley
- Nicola DeSousa
- Mary Jane Tumbridge

### Natação
- Jennifer Smatt (100 e 200 peito; 200 medley)
- Ian Raynor
- Geri Mewett
- Christopher Flook
- Michael Cash
- Craig Morbey

### Vela
- Raymond DeSilva
- Paula Lewin
- Blythe Walker
- Peter Bromby
- Paul Fisher
- Reid Kempe
- Jay Kampe